# Estoloides sparsa
Estoloides sparsa är en skalbaggsart som beskrevs av Linsley 1942. Estoloides sparsa ingår i släktet Estoloides och familjen långhorningar. Inga underarter finns listade i Catalogue of Life.